# Districtul El Abiodh Sidi Cheikh
El Abiodh Sidi Cheikh este un district din provincia El Bayadh, Algeria.